# Llista de monuments de Constantí
Llista de monuments de Constantí inclosos en l'Inventari del Patrimoni Arquitectònic Català per al municipi de Constantí (Tarragonès). Inclou els inscrits en el Registre de Béns Culturals d'Interès Nacional (BCIN) amb la classificació de monuments històrics i els Béns Culturals d'Interès Local (BCIL) de caràcter arquitectònic.
| Monument                                 | Protecció    | Estil/època                  | Localització                                      | Coordenades                                          | Codi?     | Imatge |
| ---------------------------------------- | ------------ | ---------------------------- | ------------------------------------------------- | ---------------------------------------------------- | --------- | --- |
| Muralla                                  | BCIN 3981-MH | XIII - XIV                   | Constantí C. Sant Pere                            | 41° 09′ 13″ N, 1° 12′ 39″ E / 41.153720°N,1.210836°E | IPA-12236 | Muralla (Constantí) · Vegeu més fotos d'aquest monument · Carregueu una nova foto d'aquest monument                                  |
| Pont de les Caixes                       | BCIN 4271-ZA | Medieval                     | Constantí Séquia del Molí - Barranc de Mas Blanc  | 41° 09′ 44″ N, 1° 14′ 07″ E / 41.162234°N,1.235396°E | IPA-38470 | Pont de les Caixes (Constantí) · Vegeu més fotos d'aquest monument · Carregueu una nova foto d'aquest monument                       |
| Mausoleu de Centcelles                   |              | Romà                         | Constantí Vil·la de Centcelles                    | 41° 09′ 21″ N, 1° 13′ 34″ E / 41.155865°N,1.226144°E | IPA-114   | Mausoleu de Centcelles (Constantí) · Vegeu més fotos d'aquest monument · Carregueu una nova foto d'aquest monument                   |
| Vila de Constantí                        | BCIL 2009    |                              | Constantí                                         | 41° 09′ 14″ N, 1° 12′ 47″ E / 41.154°N,1.213°E       | IPA-12222 | Carregueu una nova foto d'aquest monument                                                                                            |
| Església parroquial de Sant Feliu        | BCIL 1982    | Barroc, modernisme XVIII, XX | Constantí Pl. del Castell - C. Major              | 41° 09′ 14″ N, 1° 12′ 45″ E / 41.153939°N,1.212551°E | IPA-12223 | Església parroquial de Sant Feliu (Constantí) · Vegeu més fotos d'aquest monument · Carregueu una nova foto d'aquest monument        |
| Esglésies Velles                         | BCIL E-03    | Romànic XIII                 | Constantí C. Major - C. del Mig                   | 41° 09′ 16″ N, 1° 12′ 45″ E / 41.154513°N,1.212446°E | IPA-12224 | Carregueu una nova foto d'aquest monument                                                                                            |
| Mas de Sant Ramon, Mas de la Closa       | BCIL 1982    | Barroc XVII                  | Constantí Ctra. de Sant Ramon                     | 41° 10′ 40″ N, 1° 10′ 23″ E / 41.177645°N,1.172998°E | IPA-12226 | Mas de Sant Ramon (Constantí) · Vegeu més fotos d'aquest monument · Carregueu una nova foto d'aquest monument                        |
| Mas Bover, o Bové                        | BCIL 1982    | Eclecticisme XVIII Final     | Constantí Les Puntes                              | 41° 10′ 12″ N, 1° 10′ 10″ E / 41.169881°N,1.169583°E | IPA-12227 | Mas Bover (Constantí) · Vegeu més fotos d'aquest monument · Carregueu una nova foto d'aquest monument                                |
| Torre d'en Fàbregues, o Masia Teresa     | BCIL 1982    | Modernisme XX                | Constantí Camí Ral - Ctra. Sant Ramon             | 41° 10′ 38″ N, 1° 09′ 45″ E / 41.177346°N,1.162526°E | IPA-12228 | Torre d'en Fàbregues (Constantí) · Vegeu més fotos d'aquest monument · Carregueu una nova foto d'aquest monument                     |
| Mas de Ventura                           | BCIL 1982    | Neoclassicisme XVIII Final   | Constantí Camí d'Almoster                         | 41° 09′ 46″ N, 1° 10′ 49″ E / 41.162684°N,1.180256°E | IPA-12229 | Carregueu una nova foto d'aquest monument                                                                                            |
| Mas de Folch                             | BCIL 1982    | Modernisme XX (1914)         | Constantí Ctra. de Reus                           | 41° 09′ 18″ N, 1° 10′ 09″ E / 41.15496°N,1.16914°E   | IPA-12230 | Carregueu una nova foto d'aquest monument                                                                                            |
| Mas dels Frares                          | BCIL 1982    | Obra popular XIX final       | Constantí Camí de Sant Llorenç                    | 41° 08′ 54″ N, 1° 11′ 54″ E / 41.148346°N,1.198463°E | IPA-12231 | Mas dels Frares (Constantí) · Vegeu més fotos d'aquest monument · Carregueu una nova foto d'aquest monument                          |
| Molí de Manuella                         |              | Obra popular XV, XVIII, XIX  | Constantí Camí de Centcelles                      | 41° 09′ 17″ N, 1° 13′ 31″ E / 41.154731°N,1.225163°E | IPA-12232 | Molí de Manuella (Constantí) · Vegeu més fotos d'aquest monument · Carregueu una nova foto d'aquest monument                         |
| Molí de Reus                             | BCIL 1982    | Obra popular XVIII           | Constantí Camí de Centcelles                      | 41° 09′ 17″ N, 1° 13′ 36″ E / 41.154690°N,1.226656°E | IPA-12233 | Molí de Reus (Constantí) · Vegeu més fotos d'aquest monument · Carregueu una nova foto d'aquest monument                             |
| Molí de Constantí                        | BCIL 2008    | Obra popular XVIII           | Constantí A la dreta del riu Francolí             | 41° 09′ 21″ N, 1° 13′ 20″ E / 41.155722°N,1.222161°E | IPA-12234 | Molí de Constantí (Constantí) · Vegeu més fotos d'aquest monument · Carregueu una nova foto d'aquest monument                        |
| Mas de la Ferrerota                      | BCIL 2008    | Obra popular XVIII           | Constantí                                         | 41° 09′ 42″ N, 1° 13′ 34″ E / 41.161729°N,1.226226°E | IPA-38468 | Carregueu una nova foto d'aquest monument                                                                                            |
| Clos Montserrat, Mas Alemany             | BCIL 2008    | Obra popular XVI-XVII        | Constantí Camí de Centcelles                      | 41° 08′ 10″ N, 1° 11′ 26″ E / 41.136012°N,1.190619°E | IPA-38469 | Clos Montserrat (Constantí) · Vegeu més fotos d'aquest monument · Carregueu una nova foto d'aquest monument                          |
| Sindicat Agrícola                        | BCIL 2008    | Noucentisme XX (1919)        | Constantí C. Major, 18                            | 41° 09′ 11″ N, 1° 12′ 48″ E / 41.153132°N,1.213344°E | IPA-38473 | Sindicat Agrícola (Constantí) · Vegeu més fotos d'aquest monument · Carregueu una nova foto d'aquest monument                        |
| Societat El Casino                       | BCIL 2008    | Modernista XX (1914)         | Constantí C. Major, 13                            | 41° 09′ 13″ N, 1° 12′ 48″ E / 41.153476°N,1.213221°E | IPA-38474 | Societat El Casino (Constantí) · Vegeu més fotos d'aquest monument · Carregueu una nova foto d'aquest monument                       |
| Casa Brunet                              | BCIL 2008    | XIX                          | Constantí C. Major, 55                            | 41° 09′ 09″ N, 1° 12′ 54″ E / 41.152485°N,1.214969°E | IPA-38475 | Casa Brunet (Constantí) · Vegeu més fotos d'aquest monument · Carregueu una nova foto d'aquest monument                              |
| Habitatge a la plaça de l'Església, 4    | BCIL 2008    | XIX                          | Constantí Pl. de l'Església, 4                    | 41° 09′ 13″ N, 1° 12′ 45″ E / 41.153710°N,1.212579°E | IPA-38476 | Habitatge a la plaça de l'Església, 4 (Constantí) · Vegeu més fotos d'aquest monument · Carregueu una nova foto d'aquest monument    |
| Habitatge al raval de Sant Cristòfol, 10 | BCIL 2008    |                              | Constantí Raval de Sant Cristòfol, 10             | 41° 09′ 17″ N, 1° 12′ 46″ E / 41.154631°N,1.212657°E | IPA-38477 | Habitatge al raval de Sant Cristòfol, 10 (Constantí) · Vegeu més fotos d'aquest monument · Carregueu una nova foto d'aquest monument |
| Habitatge al carrer Sant Pere, 45        | BCIL 2008    |                              | Constantí C. Sant Pere, 45                        | 41° 09′ 10″ N, 1° 12′ 44″ E / 41.152641°N,1.212213°E | IPA-38478 | Habitatge al carrer Sant Pere, 45 (Constantí) · Vegeu més fotos d'aquest monument · Carregueu una nova foto d'aquest monument        |
| Mas del Barber                           | BCIL 1982    | Obra popular XIX             | Constantí Esquerra de la ctra. de Reus            | 41° 09′ 08″ N, 1° 10′ 12″ E / 41.152281°N,1.169991°E | IPA-12225 | Carregueu una nova foto d'aquest monument                                                                                            |
| Molí Paperer                             | BCIL 2009    | Obra popular XV              | Constantí Camí de Centcelles                      | 41° 09′ 17″ N, 1° 13′ 31″ E / 41.15469°N,1.22526°E   | IPA-45618 | Carregueu una nova foto d'aquest monument                                                                                            |
| Mas de la Closa                          | BCIL 2009    | Modernisme XX                | Constantí C. de la Selva                          | 41° 09′ 22″ N, 1° 12′ 36″ E / 41.15615°N,1.21008°E   | IPA-45619 | Carregueu una nova foto d'aquest monument                                                                                            |
| Ajuntament de Constantí                  | BCIL 2009    |                              | Constantí C. Major, 27                            | 41° 09′ 11″ N, 1° 12′ 49″ E / 41.15309°N,1.21366°E   | IPA-45620 | Carregueu una nova foto d'aquest monument                                                                                            |
| Molí de Vent                             |              | Obra popular XIX-XX          | Constantí Entre el Rec del Molí i el riu Francolí | 41° 08′ 53″ N, 1° 13′ 59″ E / 41.14799°N,1.23316°E   | IPA-46415 | Carregueu una nova foto d'aquest monument                                                                                            |